# Alberto Cavalcanti
Pour les articles homonymes, voir Cavalcanti.
Alberto de Almeida Cavalcanti (Rio de Janeiro, 6 février 1897 - Paris, 23 août 1982) est un scénariste, réalisateur et producteur d'origine brésilienne.

## Biographie
Diplômé en architecture-décoration de l'École des Beaux-Arts de Genève en 1916, Alberto Cavalcanti arrive à Paris au début des années 1920, et s’installe très tôt en France. Il se lie rapidement aux milieux d'avant-garde de l’époque et, après diverses expériences en tant que décorateur (notamment de L'Inhumaine de Marcel L'Herbier), il commence sa carrière de réalisateur en 1926 avec son premier film, Rien que les heures. La même année, il prend la nationalité française.
Maître authentique de l’art cinématographique brésilien du XXe siècle, Cavalcanti a enraciné sa réputation en tant que documentariste en Grande-Bretagne pendant les années 1930, avant de renforcer sa renommée par la production de quelques grands films pour les studios Ealing.
Cinéaste cosmopolite, on le découvre à Londres aux côtés de John Grierson dans les années 1930 pour la réalisation d'un documentaire Coal Face ou dans l'équipe son de Courrier de nuit (Night Mail, 1936) produit par Grierson. Il participe au grand mouvement documentaire-réaliste
À la fin des années 1940, de retour au Brésil, il tente de redonner une nouvelle impulsion au cinéma national.
Il tourne ensuite en République fédérale d'Allemagne Maître Puntila et son valet Matti (Herr Puntila und sein Knecht Matti, 1956) d'après la pièce de Bertolt Brecht, et de nouveau au Brésil, Le Chant de la mer (O Canto do mar, 1954).

## Filmographie

### Comme décorateur
- 1924 : L'Inhumaine de Marcel L'Herbier
- 1926 : Feu Mathias Pascal de Marcel L'Herbier

### Comme réalisateur
- 1926 : Rien que les heures
- 1927 : La P'tite Lili
- 1927 : En rade
- 1927 : Yvette
- 1927 : La Jalousie de Barbouille
- 1928 : Tire-au-flanc
- 1929 : Le Train sans yeux
- 1929 : Le Capitaine Fracasse
- 1929 : Vous verrez la semaine prochaine
- 1930 : Le Petit Chaperon rouge
- 1930 : Toute sa vie
- 1931 : Dans une île perdue
- 1931 : Les Vacances du diable
- 1931 : À mi-chemin du ciel
- 1932 : Le Truc du Brésilien
- 1932 : En lisant le journal
- 1932 : Le Jour du frotteur
- 1932 : Nous ne ferons jamais de cinéma
- 1933 : Le Mari garçon
- 1933 : Plaisirs défendus
- 1933 : Tour de chant
- 1934 : Revue montmartroise
- 1934 : Coralie et Compagnie
- 1934 : Pett and Pott (en)
- 1934 : New Rates
- 1934 : The Glorious Sixth of June
- 1935 : Coal Face (documentaire, 11 min)
- 1937 : The Line to Tschierva Hut
- 1937 : We Live in Two Worlds (en)
- 1937 : Who Writes to Switzerland
- 1937 : Message from Geneva
- 1937 : Four Barriers
- 1938 : Mony a Pickle
- 1938 : Happy in the Morning: A Film Fantasy
- 1939 : Men of the Alps
- 1939 : Midsummer Day's Work
- 1940 : Young Veteran
- 1940 : La Cause Commune
- 1940 : Mastery of the Sea
- 1941 : Yellow Caesar
- 1942 : Trois chansons pour la France
- 1942 : Alice in Switzerland
- 1942 : Quarante-huit heures (Went the Day Well?)
- 1942 : Film and Reality
- 1943 : Watertight
- 1943 : The Sky's the Limit
- 1943 : Three Songs about Resistance (premier enregistrement du Chant des partisans par Germaine Sablon)
- 1944 : L'Auberge fantôme (The Halfway House) (coréalisé avec Basil Dearden)
- 1944 : Champagne Charlie
- 1945 : Au cœur de la nuit (Dead of Night) : sketches La Fête de Noël et Le Mannequin du ventriloque
- 1947 : Nicholas Nickleby (en)
- 1947 : Je suis un fugitif (They Made Me a Fugitive)
- 1948 : Le Destin de Léopold Ier (The First Gentleman)
- 1949 : À tout péché, miséricorde (en) (For Them That Trespass)
- 1952 : Simão o caolho
- 1953 : Le Chant de la mer (O Canto do Mar)
- 1954 : Muhler de verdade
- 1955 : Simon le borgne
- 1956 : Maître Puntila et son valet Matti (Herr Puntila und sein Knecht Matti)
- 1956 : Supervision
- 1957 : La Rose des vents (Die Windrose)
- 1958 : Les Noces vénitiennes (La prima notte)
- 1960 : The Monster of Highgate Ponds
- 1962 : Yerma
- 1967 : Story of Israel
- 1971 : La Visite de la vieille dame (de Friedrich Dürrenmatt), téléfilm

Durant son exil aux États-Unis, Alberto Cavalcanti a réalisé plus une dizaine de films restés inédits.